# Клеопатра VII
Клеопатра е египетска владетелка, живяла през I в. пр.н.е. Тя е последната управлявала представителка на Птолемеите, династия, произлизаща от Птолемей I Сотер, който е един от военачалниците на Александър Македонски. Неин баща е Птолемей XII Авлет, а майка ѝ вероятно е била негова наложница с възможен местен египетски произход. Името „Клеопатра“ е с гръцки произход и означава „Бащина слава“; пълното ѝ име е Клеопатра Теа Филопатор и Филопатрис, което означава „Богинята Клеопатра, любимка на баща си, обичаща родината си“. Днес тя е може би е най-известната от всички владетели на Египет и обикновено се назовава само като „Клеопатра“. Според литературния критик Харолд Блум тя е „първата световна знаменитост". Клеопатра формално никога не става едноличен владетел на Египет, през цялото си управление тя винаги дели властта съответно със своите баща, брат и син. До голяма степен обаче техните титли са само етикетни, а на практика управлява тя с всички права като фактически владетел на Египет. 

## Биография
|                      |   |    |           |   |        |
| \| \| \| \| \| \| \| |   |    |           |   |        |
|                      |   |    |           |   |        |
| q · E23              | i | V4 | p · d · r | A | t · H8 |

| q · E23 | i | V4 | p · d · r | A | t · H8 |

|                      |   |    |           |   |        |
| \| \| \| \| \| \| \| |   |    |           |   |        |
|                      |   |    |           |   |        |
| q · E23              | i | V4 | p · d · r | A | t · H8 |

| q · E23 | i | V4 | p · d · r | A | t · H8 |

|                      |   |    |           |   |        |
| \| \| \| \| \| \| \| |   |    |           |   |        |
|                      |   |    |           |   |        |
| q · E23              | i | V4 | p · d · r | A | t · H8 |

| q · E23 | i | V4 | p · d · r | A | t · H8 |

|                      |   |    |           |   |        |
| \| \| \| \| \| \| \| |   |    |           |   |        |
|                      |   |    |           |   |        |
| q · E23              | i | V4 | p · d · r | A | t · H8 |

| q · E23 | i | V4 | p · d · r | A | t · H8 |

Клеопатра VII Филопатор е от гръцки произход и е родена през 69 година пр.н.е. в Александрия, Египет. Пълното ѝ име е Клеопатра Теа Филопатор и Филопатрис, което означава „Богинята Клеопатра, любимка на баща си, обичаща родината си.“ Още от малка се проявила като изключително умна. Била добра математичка, говорела седем езика и имала добър търговски нюх. Тя била любимка на баща си и сестрите ѝ завиждали. Тя била най-голямото дете на Птолемей XII, тъй като двете ѝ по-големи сестри починали, след като случайно или не, колесницата им за лов се блъснала. Имала и по-малка сестра на име Арсиноя. Още като дете Клеопатра се сблъсква с реалността на властта – кръвосмешението. Нейните родители всъщност са брат и сестра. Още нещо е превърнато в семейна традиция при Птолемеите – убийството. С времето тя разбира, че ако някой се изпречи на пътя ѝ, трябва да бъде елиминиран. Мото ѝ е „Убивай или ще бъдеш убит!“ – нещо, което тя научава много добре от семейството си. В началото за кратко време Клеопатра управлявала с баща си, но това поражда завист у Арсиноя, и затова тя сипва отрова в чашата с вино на баща си. Това бил краят на Птолемей XII. Така претендентите за трона вече са по-малко – Клеопатра, Арсиноя и 12-годишният им брат Птолемей XIII. Но всъщност наследниците се оказват много. Идеята да управляват заедно е немислима.
През 48 пр.н.е. съветниците на Птолемей XIII, предвождани от евнуха Потин, отстранили Клеопатра от власт и я прокудили от Египет. Сестра ѝ Арсиноя била в основата на прокуждането. По-късно Птолемей сам застрашил властта си, намесвайки се в делата на Римската република. Когато Помпей пристигнал в Александрия да търси убежище от Юлий Цезар, Птолемей го убил, за да направи добро впечатление на Цезар. Цезар е толкова възмутен от това предателство, че превзема египетската столица и играе ролята на арбитър в спора между Клеопатра и Птолемей за трона. (Трябва да се отбележи, че Помпей Велики е женен за дъщерята на Цезар, починала при раждането на сина им). След кратка война Птолемей XIII е убит и Цезар възвръща трона на Клеопатра, за да управлява заедно с Птолемей XIV (който е едва 10-годишен) Двамата сключват фиктивен брак, за да успокоят египетския народ. Клеопатра премахва името на съпруга си от всички официални документи и сече монети само с нейния лик, което е в разрез с традициите на Птолемеите. Нарежда сестра ѝ Арсиноя да бъде убита, за да избегне възможност за бъдещо съперничество между двете.
През зимата на 48–47 пр.н.е. Цезар остава в Египет и Клеопатра става негова любовница, укрепвайки по този начин политическите си позиции. Египет остава независим, но три римски легиона били разположени там, за да го пазят. Зимната връзка на Клеопатра и Цезар довела до раждането на син, наречен Птолемей XV Цезар (с прякор Цезарион, малкият Цезар). Въпреки това Цезар отказва да направи момчето свой наследник и обявява за наследник племенника си Октавиан.
В същото време в Рим враговете на Юлий Цезар настройват Сената срещу владетеля си. Обвиненията, повдигнати от Брут са, че Цезар предпочита разкоша на Изтока и е загърбил държавните дела. Отсъствието му се определя като оскърбително. Приятелят, превърнал се в предател, греши за едно – Египет е важен за Рим. Това кара римския пълководец да подготви завръщането в страната си.
Клеопатра и Цезарион посещават Рим между 46 пр.н.е. и 44 пр.н.е. и са там, когато Цезар е убит от предатели, начело със сина му и законната му съпруга. Останала в Рим, Клеопатра е потресена от убийстовто. Но действа бързо – завръща се в Александрия и до есента вече е с титла на самостоятелен владетел. Последният ѝ жив брат – Птолемей XIV, изчезва безследно.
След убийството Рим се управлява от Октавиан и Марк Антоний, но съюзът им е нестабилен. Октавиан наследява политическите амбиции на вуйчо си да стане диктатор и единствен господар на империята.
През 42 пр.н.е., Марк Антоний, един от триумвирите, управляващи Рим след смъртта на Цезар, призовал Клеопатра да се срещне с него в Тарс, за да засвидетелства своята лоялност. Клеопатра пристига много пищно, обсипана със златни накити, а роклята ѝ била прозрачна и така очаровала Марк Антоний, че той решил да прекара зимата на 42–41 пр.н.е. с нея в Александрия. Клеопатра иска Марк Антоний да я подкрепи и двамата да управляват заедно, а синът ѝ да бъде владетел на Египет.
Четири години по-късно, през 37 пр.н.е., Антоний посещава отново Александрия на път за сражението му с партите. Той подновява връзката си с Клеопатра и от този момент Александрия става негов дом. Той можел да се ожени за Клеопатра по Египетските правила (такава алинея имало в документа „Светониус“), въпреки че по това време вече е бил женен за Октавия, сестра на другия от триумвирата – Октавиан.
Съществуват доста недоказани, но известни истории за Клеопатра. Една от тях е, че тя се обзаложила с Антоний, че може да похарчи десет милиона сестерции за една вечеря. Той приел облога, а на следващата вечер Клеопатра наредила да им донесат купа с много силен оцет. Свалила безценната си перлена обица, пуснала я в оцета, изчакала да се разтвори и изпила оцета до дъното.
Поведението на Марк Антоний било окачествявано като скандално и възмутително от римляните и Октавиан убедил Сената да започне война срещу Египет. През 31 пр.н.е. двете войски се срещнали в морска битка до бреговете на Акциум. Клеопатра също участвала със своя армада, но виждайки как слабо оборудваните кораби на Антоний губят от римските, тя побягнала. Антоний напуснал битката и я последвал. След битката при Акциум, Октавиан завладява Египет. Когато приближил Александрия, към него се присъединили и войските на Антоний. Марк Антоний починал от тежките рани. Когато римските войски навлизат в египетската столица Клеопатра посреща Октавиан и разговаря с него. Октавиан, както казват изворите, е бил влюбен в Клеопатра, готов бил да направи всичко за нея и дори били разменени няколко тайни пратеничества между римският триумвир и египетската царица тайно от Марк Антоний когато Клеопатра в последния момент на битката при Акциум изтеглила своята флота от полесраженията и изоставила Антоний, знаейки че той няма да победи. Първоначално Октавиан бил склонен да се съюзи с Клеопатра и да се ожени за нея, но от друга страна той се страхувал за себе си, знаейки съдбата на убития си чичо Юлий Цезар, когото римляните гледали с лошо око за връзката му с Клеопатра и на Марк Антоний, който също бил гледан подобно. Затова не дал гаранции за властта на египетската царица и вследствие разбирайки, че този път няма да се спаси Клеопатра се самоубива със „Свещената Кобра“, нейната пазителка, дарена ѝ от храма на Слънцето. Според легендите, Слънцето я защитава чрез кобрата и ухапването ѝ за смъртните е фатално, но за божествата е дар. Това се е случило на 12 август 30 пр.н.е..
Клеопатра е последната владетелка на славна цивилизация. След 3000 години настъпва края на египетската империя. Със смъртта на Клеопатра, Октавиан присъединява Египет към империята си.
Октавиан пленява непълнолетния фараон. Опасявайки се, че „прекалено много Цезари“ биха застрашили възможността да наследи приемния си баща, той решава некръвният му брат да бъде убит.
Според една легендата (използвана често в киното) Цезарион е бил ескортиран в Индия, за да може след войната да бъде върнат обратно в Египет и да си върне властта и следователно да бъде коронован за цар.
Според традиционната хронологична система на Египет, Октавиан поема управлението на държавата от 30 пр.н.е. Той се възприема като фараон и наследник на Цезарион.
Често се твърди, че Клеопатра се е самоубила с т.нар. „Асп“ (означава отрови от различни змии).
С гръцки произход, Клеопатра се слави като първата в семейството си, научила египетски език през тяхното 300-годишно властване над тази страна.

## Историческа живопис
- Клеопатра на Финските тераси (Фредерик Артър Бригман, 1896)
- Смъртта на Клеопатра (Жан Риксен, 1874)

## Клеопатра в киното
Клеопатра е една от най-често играните роли в киното, съществуват и други художествени произведения, посветени на нея. По-известните филми са:
- Клеопатра (филм, 1917)
- Клеопатра (филм, 1934)
- Цезар и Клеопатра (филм, 1945)
- Клеопатра (филм, 1963)
- Антоний и Клеопатра (филм, 1973)
- Клеопатра (филм, 1999)
- Рим (сериал)(2005 – 2007)
- Клеопатра (сериал, 2010) Сирия и Египет